# Сентервилл (Айова)
Сентервилл (англ. Centerville) — город в штате Айова, США. Окружной центр округа Аппанус. Население — 5 412 человек (2020 год). В начале XX века Сентервилл стал быстро растущим город, благодаря предприятиям по добыче угля, привлекавшим многих иммигрантов из Европы. На сегодняшний день город остается местом проживания многих американцев шведского, итальянского, хорватского и албанского происхождения и других потомков иммигрантов, работавших на угольных шахтах. Кроме того, в Сентервилле расположена крупнейшая городская площадь в Айове.

## История
Основан в 1846 году Джонатаном Стрэттоном как Чалди (англ. Chaldea). Город был спланирован вокруг уникальной городской площади длиной в два квартала. Позднее название было изменено на Сентервилл (англ. Senterville) в честь Уилльяма Тэнди Сентера, видного политика из Теннесси. Однако когда в 1855 году были поданы документы на регистрацию, кто-то решил, что в названии ошибка, и изменил его на нынешнее.

## Культура
С 1949 года в городе проводится ежегодный блинный фестиваль. В течение первых пяти лет празднование проводилось в первый четверг октября, пока в 1954 году его не перенесли на последний четверг сентября. В 1965 году празднование было перенесено на последнюю субботу сентября. Блинный день — это время, когда местные предприятия и организации готовят блины, которые они бесплатно раздают своим клиентам в знак благодарности за их постоянное покровительство. Мероприятие, которое проводится в историческом районе Кортхаус-сквер, включает в себя утренний детский парад, более масштабный дневной парад, конкурс королевы красоты и бесплатные развлечения. В блинный день 2021 года был установлен мировой рекорд Гиннесса, когда за четыре часа было подано 14 000 блинов.
Блинный день посещали сенатор от Теннесси Эстес Кефовер, Джеймс Кэш Пенни, Уилльям Аверелл Гарриман, Мюриэль Хамфри-Браун, Рокки Марчиано, Саймон Эстис, а также актёры Томас Иэн Николас, Барбара Мандрелл и Минни Пёрл.